# Стамбеков мост
Стамбековият или Турийският мост (на гръцки: Γεφύρι Σταμπέκη, Κρανιάς) е каменен мост в Егейска Македония, Гърция.
Мостът е разположен на река Венетикос (Милийската река), близо до изворите ѝ, северозападно от село Крания (Турия). Построен е около 1850 година. Свързва Турия с мецовското село Милия. Мостът е напълно реставриран през 2006 година. Според съществуващите снимки в миналото мостът е имал парапети и аркади.
В 1995 година мостът е обявен за защитен паметник.